# Dieter Eilts
Dieter Eilts (Upgant-Schott, 13 december 1964) is een voormalig Duits voetballer en voetbaltrainer.

## Clubcarrière
Eilts is afkomstig uit Oost-Friesland en speelde in de jeugd bij SV Hage en Werder Bremen. Tussen 1985 en 2002 speelde hij als verdediger 390 wedstrijden voor Werder Bremen waarin hij zeven doelpunten maakte. Met die club won hij in 1988 en 1993 de Bundesliga, in 1991, 1994 en 1999 de DFB Pokal en in 1992 de Europacup II. Eilts speelde als aanvoerder op 6 mei 2000 mee in de finale van de strijd om de DFB-Pokal, waarin Werder Bremen met 3-0 verloor van FC Bayern München door treffers van Giovane Élber, Paulo Sérgio en Mehmet Scholl.

## Interlandcarrière
Tussen 1993 en 1997 speelde Eilts 31 wedstrijden voor het Duits voetbalelftal waarmee hij in 1996 Europees kampioen werd. Veel mensen denken ten onrechte dat hij werd verkozen tot beste speler van het toernooi, maar die eer was weggelegd voor ploeggenoot Matthias Sammer. Eilts werd echter wel gezien als belangrijke sterkhouder van de Duitse ploeg.
| Interlands van Dieter Eilts voor Duitsland | Interlands van Dieter Eilts voor Duitsland | Interlands van Dieter Eilts voor Duitsland | Interlands van Dieter Eilts voor Duitsland | Interlands van Dieter Eilts voor Duitsland | Interlands van Dieter Eilts voor Duitsland |
| №                                          | Datum                                      | Wedstrijd                                  | Uitslag                                    | Competitie                                 | Goals                                      |
| Als speler van Werder Bremen               | Als speler van Werder Bremen               | Als speler van Werder Bremen               | Als speler van Werder Bremen               | Als speler van Werder Bremen               | Als speler van Werder Bremen               |
| ------------------------------------------ | ------------------------------------------ | ------------------------------------------ | ------------------------------------------ | ------------------------------------------ | ------------------------------------------ |
| 1                                          | 18.12.1993                                 | Verenigde Staten – Duitsland               | 0 – 3                                      | Vriendschappelijk                          | 0                                          |
| 2                                          | 22.12.1993                                 | Mexico – Duitsland                         | 0 – 0                                      | Vriendschappelijk                          | 0                                          |
| 3                                          | 07.09.1994                                 | Rusland – Duitsland                        | 0 – 1                                      | Vriendschappelijk                          | 0                                          |
| 4                                          | 12.10.1994                                 | Hongarije – Duitsland                      | 0 – 0                                      | Vriendschappelijk                          | 0                                          |
| 5                                          | 16.11.1994                                 | Albanië – Duitsland                        | 1 – 2                                      | EK-kwalificatie                            | 0                                          |
| 6                                          | 29.03.1995                                 | Georgië – Duitsland                        | 0 – 2                                      | EK-kwalificatie                            | 0                                          |
| 7                                          | 26.04.1995                                 | Duitsland – Wales                          | 1 – 1                                      | EK-kwalificatie                            | 0                                          |
| 8                                          | 07.06.1995                                 | Bulgarije – Duitsland                      | 3 – 2                                      | EK-kwalificatie                            | 0                                          |
| 9                                          | 23.08.1995                                 | België – Duitsland                         | 1 – 2                                      | Vriendschappelijk                          | 0                                          |
| 10                                         | 08.10.1995                                 | Duitsland – Moldavië                       | 6 – 1                                      | EK-kwalificatie                            | 0                                          |
| 11                                         | 11.10.1995                                 | Wales – Duitsland                          | 1 – 2                                      | EK-kwalificatie                            | 0                                          |
| 12                                         | 15.11.1995                                 | Duitsland – Bulgarije                      | 3 – 1                                      | EK-kwalificatie                            | 0                                          |
| 13                                         | 27.03.1996                                 | Duitsland – Denemarken                     | 2 – 0                                      | Vriendschappelijk                          | 0                                          |
| 14                                         | 24.04.1996                                 | Nederland – Duitsland                      | 0 – 1                                      | Vriendschappelijk                          | 0                                          |
| 15                                         | 29.05.1996                                 | Noord-Ierland – Duitsland                  | 1 – 1                                      | Vriendschappelijk                          | 0                                          |
| 16                                         | 01.06.1996                                 | Duitsland – Frankrijk                      | 0 – 1                                      | Vriendschappelijk                          | 0                                          |
| 17                                         | 04.06.1996                                 | Duitsland – Liechtenstein                  | 9 – 1                                      | Vriendschappelijk                          | 0                                          |
| 18                                         | 09.06.1996                                 | Tsjechië – Duitsland                       | 0 – 2                                      | EK-eindronde                               | 0                                          |
| 19                                         | 16.06.1996                                 | Duitsland – Rusland                        | 3 – 0                                      | EK-eindronde                               | 0                                          |
| 20                                         | 19.06.1996                                 | Duitsland – Italië                         | 0 – 0                                      | EK-eindronde                               | 0                                          |
| 21                                         | 23.06.1996                                 | Kroatië – Duitsland                        | 1 – 2                                      | EK-eindronde                               | 0                                          |
| 22                                         | 26.06.1996                                 | Engeland – Duitsland                       | 1 – 1                                      | EK-eindronde                               | 0                                          |
| 23                                         | 30.06.1996                                 | Tsjechië – Duitsland                       | 1 – 2                                      | EK-eindronde                               | 0                                          |
| 24                                         | 04.09.1996                                 | Polen – Duitsland                          | 0 – 2                                      | Vriendschappelijk                          | 0                                          |
| 25                                         | 09.10.1996                                 | Armenië – Duitsland                        | 1 – 5                                      | WK-kwalificatie                            | 0                                          |
| 26                                         | 09.11.1996                                 | Duitsland – Noord-Ierland                  | 1 – 1                                      | WK-kwalificatie                            | 0                                          |
| 27                                         | 14.12.1996                                 | Portugal – Duitsland                       | 0 – 0                                      | WK-kwalificatie                            | 0                                          |
| 28                                         | 26.02.1997                                 | Israël – Duitsland                         | 0 – 1                                      | Vriendschappelijk                          | 0                                          |
| 29                                         | 02.04.1997                                 | Albanië – Duitsland                        | 2 – 3                                      | WK-kwalificatie                            | 0                                          |
| 30                                         | 30.04.1997                                 | Duitsland – Oekraïne                       | 2 – 0                                      | WK-kwalificatie                            | 0                                          |
| 31                                         | 07.06.1997                                 | Oekraïne – Duitsland                       | 0 – 0                                      | WK-kwalificatie                            | 0                                          |

## Trainerscarrière
Eilts begon met het trainen van de jeugd bij Werder. Hij was tussen 2003 en 2008 trainer van Duitsland onder 19 en 21. In het seizoen 2008/09 trainde hij Hansa Rostock.

## Erelijst
Werder Bremen
- Bundesliga

1988, 1993
- DFB-Pokal

1991, 1994, 1999
- Europacup II

1992
1 Köpke ·
2 Reuter ·
3 Bode ·
4 Freund ·
5 Helmer ·
6 Sammer ·
7 Möller ·
8 Scholl ·
9 Bobic ·
10 Häßler ·
11 Kuntz ·
12 Kahn ·
13 Basler ·
14 Babbel ·
15 Kohler ·
16 Schneider ·
17 Ziege ·
18 Klinsmann  ·
19 Strunz ·
20 Bierhoff ·
21 Eilts ·
22 Reck ·
23 Todt ·
Coach: Vogts